# Adobe Photoshop
Adobe Photoshop [əˌdoʊbi ˈfəʊtəʊʃɒp] ist ein Bildbearbeitungsprogramm für Rastergrafiken des US-amerikanischen Softwareherstellers Adobe. Im Bereich der Bildbearbeitung und Druckvorstufe ist das Programm Weltmarktführer und marktbeherrschend. Photoshop ist Teil des Abomodells Adobe Creative Cloud, einer Sammlung von Grafik- und Designprogrammen, und wie die meisten anderen Anwendungen von Adobe für die Betriebssysteme macOS und Windows verfügbar. Es wurde ursprünglich 1988 von Thomas und John Knoll erstellt.

## Bedeutung des Programmes
Photoshop wird generell als eines der funktionsreichsten Bildbearbeitungsprogramme angesehen. In der bildbearbeitenden Branche (beispielsweise Fotografen, Webdesigner, Werbeagenturen) hat es sich als Industriestandard durchgesetzt. Viele Funktionen, die heute regelmäßig in Bildbearbeitungssoftware verwendet werden, wurden ursprünglich in Photoshop erstmals vorgestellt. Auf Grund der hohen Verbreitung der Software wird photoshoppen mittlerweile im Fachjargon als Gattungsname synonym zu computergestützter Bildmanipulation verwendet.
Photoshop wird weltweit von ca. 10 Mio. Nutzern verwendet. Die größte Nutzergruppe – mit etwa 90 % – sind professionelle Mediengestalter. Laut einer nichtrepräsentativen Umfrage im Jahr 2007 – mit nur 500 Teilnehmern – benutzten 58 % der Photoshop-Benutzer das Programm als Schwarzkopie. Im selben Jahr war Photoshop die vierthäufigste schwarzkopierte Software.
Die erste Photoshopsoftware "Version 1" aus dem Jahr 1990 kostete 895 Dollar (entspricht inflationsbereinigt heute 2.148 Dollar), CS5 kostet 699 Dollar und in der „Extended“-Version 999 Dollar. Adobe führte günstigere Endverbraucher-Ausgaben ein, zuerst als Photoshop LT, dann mit dem Namen Adobe Photoshop Elements, deren Funktionen für die Belange von Heimanwendern optimiert wurden. Gegenüber den teureren und umfangreicheren Versionen von Photoshop wurden Funktionen entfernt, die eher im professionellen Bereich Anwendung finden. Sie sind für Webgestaltung sowie Nachbearbeitung von Bildern aus Digitalkameras gedacht. Speziell auf einfachere Bedienung ausgerichtete Funktionen wie Dateibrowser mit erweiterten Möglichkeiten, Rote-Augen-Werkzeug oder Sofort-Reparatur-Pinsel, waren zunächst in Photoshop Elements zu finden, bevor sie dann auch im leistungsstärkeren Photoshop CS2 zur Verfügung standen. Die Elements-Ausgabe wurde damals oft zusammen mit Digitalkameras oder Scannern ausgeliefert.
Weiter gab es von den Photoshop-Versionen 2 bis 5 Ausgaben mit den Buchstaben LE für Limited Edition, die, ähnlich dem jetzigen Photoshop Elements, gegenüber Photoshop CS eine funktionell eingeschränkte Variante des Programms darstellten. Diese wurden ebenfalls häufig zusammen mit Hardware als sogenannte Bundle- oder OEM-Version ausgeliefert.
2013 führte Adobe das Abomodell für Photoshop ein. In den ersten Jahren danach konnten Nutzer von Photoshop zwischen der Kaufversion und dem Abomodell wählen – diese Möglichkeit wurde später eingestellt. Das führte bei vielen Nutzern zu Diskussionen, da diesen auch alte Photoshop-Versionen gereicht hätten.

## Entwicklungsgeschichte
Die Entwicklung von Photoshop begann 1987, erst durch Thomas Knoll und etwas später gemeinsam mit seinem Bruder John Knoll. Letzterer arbeitete zu dieser Zeit für Industrial Light & Magic. Er setzte das Programm als visueller Effektkünstler für den Film Abyss – Abgrund des Todes ein. Das entstehende Programm nannten sie Display. In der nächsten Zeit verbesserten die Brüder das Programm; die ersten 200 Kopien der Version 0.87 wurden ein Jahr später der Firma Barneyscan XP geliefert und zusammen mit deren Scannern unter dem Namen Image Pro vertrieben.
Aldus entwickelte zur gleichen Zeit den Photostyler. Adobe hatte gerade mit Letraset eine Übereinkunft zur Weiterentwicklung von Color Studio getroffen, als Photoshop von Adobes Art Director Russel Brown als das bessere Programm entdeckt wurde. 1988 schlossen daher die Knoll-Brüder und Adobe einen für die Software zukunftsweisenden Vertrag. Erst zwei Jahre später, im Februar 1990, wurde Photoshop 1.0 von Adobe exklusiv für den Apple Macintosh veröffentlicht. Von Beginn an war es für die Bearbeitung von Bildern vorgesehen, die von einem Scanner digitalisiert worden waren. Diese Geräte waren zur damaligen Zeit noch selten und teuer. In der 1992 erschienenen Version waren bereits Pfadwerkzeuge enthalten. Mit Version 2.5 erschien im selben Jahr erstmals auch eine Version für Windows-Rechner. Version 3 erschien 1994 und beinhaltete Ebenen, was erstmals komplexere Bearbeitungen erlaubte. Dateien in Photoshop waren auf 30.000 × 30.000 Pixel limitiert. 1998 erschien in der Version 5.0 erstmals editierbarer Text und die einstellbare rekursive Versionsgeschichte.
Obwohl hauptsächlich für die Bearbeitung druckfertiger Bilder entwickelt, wurden mit Photoshop zunehmend auch Bilder für das World Wide Web produziert. Um auf diese Entwicklung zu reagieren, erweiterte Adobe 1999 mit Version 5.5 Photoshop um zusätzliche Funktionen (u. a. mit dem separaten Programm ImageReady). Die spezialisierten Werkzeuge sollten die Erstellung von weboptimierten Bildern und Grafikelementen erleichtern.
Mit dem Erscheinen der Adobe Creative Suite (CS) (2003) wurde die Benennung von Photoshop verändert: Im Vordergrund des Namens steht seither die Zugehörigkeit zur jeweiligen „Suite“ (Photoshop CS, Photoshop CS2, Photoshop CS3 usw.); die eigentliche Versionsnummer (8, 9, 10 usw.) wird lediglich zusätzlich genannt. CS enthielt 2003 erstmals gruppierbare Ebenen und die Unterstützung großer Dateien. Mit CS2 kam 2005 als Neuerung eine „Rote-Augen-Funktion“, CS3 brachte 2007 Algorithmen zum schnelleren Laden von Bildern und das Schnellauswahlwerkzeug. 2008 erschien CS4 mit verbessertem Pan und Zoom, tabellierten Dokumenten und Maskenebenen, Photoshop war nun in 22 Sprachen verfügbar.
Im April 2005 erschien Version 9 (CS2), am 27. März 2007 Version 10 (CS3; die englische Version im Handel seit 16. April 2007, die deutsche Version seit 15. Mai 2007). Die Integration von ImageReady in das Hauptprogramm wurde abgeschlossen und steht seither nicht mehr als separates Programm zur Verfügung.
Am 23. September 2008 wurde die Creative Suite 4 (CS4) mit Photoshop 11 veröffentlicht und in Deutschland seit dem 4. November 2008 verkauft. Für Windows (Vista), nicht aber für den Macintosh ist damit erstmals eine 64-Bit-Version verfügbar. Diese Version ist die letzte, die Apple-Rechner mit PowerPC-Prozessoren unterstützt.
Am 12. April 2010 wurde die Creative Suite 5 (CS5) mit Photoshop 12 veröffentlicht, welche in Deutschland seit dem 10. Mai 2010 verkauft wird. Für Mac OS X ist erstmals eine 64-Bit-Version verfügbar. Im April 2011 wurde Photoshop mit Veröffentlichung der Creative Suite 5.5 geringfügig aktualisiert, die auf die Zusammenarbeit mit speziellen Tablet-Apps ausgelegt ist.
Am 11. Mai 2012 wurde Creative Suite 6 (CS6) mit Photoshop 13 veröffentlicht. Eine Neuerung war die Mercury-Grafik-Engine, welche den Bildaufbau beschleunigt, die (kostenpflichtige) Adobe-Creative-Cloud-Funktion (in Deutschland ab gleichem Datum verfügbar) und eine Überarbeitung der Design-Werkzeuge. Ein weiteres Merkmal von Photoshop 13 ist der dunkelgraue Hintergrund des Bearbeitungsfensters, welcher bislang hellgrau gewesen ist. Mit dem Photoshop 13 erschien gleichzeitig der RAW-Converter „Adobe Camera RAW (ACR) 7“.
Am 7. Mai 2013 stellte Adobe die Version Photoshop CC vor – damit änderten sich die Programme der Creative Suite zur Adobe Creative Cloud. Durch die Umstellung zur Cloud-Lösung kann man seine persönlichen Einstellungen überall verwenden, wo Photoshop CC installiert ist. Weitere Neuerungen sind Filter, um Verwacklungen zu reduzieren, editierbare abgerundete Rechtecke sowie eine Live-Vorschau. Ab der Version CC ist Photoshop nur noch im Abonnement erhältlich.
Im Juni 2014 wurde Photoshop CC 2014 veröffentlicht; ein Jahr später, am 15. Juni 2015 Photoshop CC 2015.
Im November 2019 wurde Photoshop erstmals für das iPad veröffentlicht.

## Versionen
| Legende: | Ältere Version; nicht mehr unterstützt | Ältere Version; noch unterstützt | Aktuelle Version | Aktuelle Vorabversion | Zukünftige Version |

| Version                        | Codename                                                      | Plattform                                                                                           | Veröffentlichung   | Wichtigste Neuerungen |
| ------------------------------ | ------------------------------------------------------------- | --------------------------------------------------------------------------------------------------- | ------------------ | --- |
| 0.63                           |                                                               | Mac OS Classic                                                                                      | Oktober 1988       | |
| 1.0                            |                                                               | Mac OS (bis 9)                                                                                      | Februar 1990       | - Einführung des PSD-Dateiformats (Photoshop Document) |
| 2.0                            | Fast Eddy                                                     | Mac OS (bis 9)                                                                                      | Juni 1991          | - Pfad-Unterstützung |
| 2.5                            | Merlin                                                        | Mac OS (bis 9)                                                                                      | November 1992      | - Native PowerPC-Unterstützung - Erste Windows-Version |
| 2.5                            | Brimstone                                                     | Windows                                                                                             | November 1992      | - Native PowerPC-Unterstützung - Erste Windows-Version |
| 2.5                            |                                                               | IRIX, Solaris                                                                                       | November 1993      | - Native PowerPC-Unterstützung - Erste Windows-Version |
| 3.0                            | Tiger Mountain                                                | Mac OS (bis 9)                                                                                      | September 1994     | - Ebenen - Paletten-Tabs |
| 3.0                            |                                                               | Windows, IRIX, Solaris                                                                              | November 1994      | - Ebenen - Paletten-Tabs |
| 4.0                            | Big Electric Cat                                              | Mac OS (bis 9), Windows                                                                             | November 1996      | - Einstellungsebenen - Makros |
| 5.0                            | Strange Cargo                                                 | Mac OS (bis 9), Windows                                                                             | Mai 1997           | - Editierbare Texte (zuvor wurde Text sofort gerastert, nachdem er hinzugefügt wurde) - Undo-Funktion mit Historie - Farbmanagement - Magnetisches Lasso |
| 5.5                            |                                                               | Mac OS (bis 9), Windows 95                                                                          | Februar 1999       | - Als Bundle mit Adobe ImageReady - „Optimiert fürs Web speichern“-Funktion |
| 6.0                            | Venus in Furs                                                 | Mac OS (bis 9), Windows                                                                             | September 2000     | - Vektorformen - Neue grafische Benutzeroberfläche - Anzahl der Ebenen von 99 auf 8000 angehoben - „Verflüssigungs“-Filter - Ebenenstile |
| 7.0                            | Liquid Sky                                                    | Mac OS (bis 9), Mac OS X (bis 10.4), Win NT 4.0, Win 98 SE, Win ME                                  | März 2002          | - Texte nun völlig vektorisiert - „Healing Brush“ |
| 7.0.1                          |                                                               | Mac OS (bis 9), macOS, Win NT 4.0, Win 98 SE, Win ME                                                | August 2002        | - Camera-RAW-1.x-Plug-in (optional) |
| CS (8.0)                       | Dark Matter                                                   | Mac OS X, Windows                                                                                   | Oktober 2003       | - Camera-RAW-2.x-Unterstützung - Stark modifizierte Slice-Funktion - Schlagschatten und Schein-Funktionen - „Lens Blur“-Effektfilter - Filtergalerie - Intelligente Hilfslinien - Echtzeit Histogramm - CDS-Modul (Counterfeit Deterrence System) – dieses System versucht gescannte Banknoten zu erkennen und soll das Drucken verhindern - Macrovision-Kopierschutz basierend auf SafeCast-DRM-Technologie - Skripting-Unterstützung für JavaScript und andere Programmiersprachen - Hierarchische Ebenengruppen - Ebenenkompositionen - Neues Dateiformat PSB (Photoshop Big) eingeführt |
| CS2 (9.0)                      | Space Monkey                                                  | Mac OS X bis 10.6.8, Win 2000, Win XP                                                               | April 2005         | - Camera-RAW-3.x-Unterstützung - Smart Objects - Editierbare grafische Benutzeroberfläche - Adobe-Bridge-Unterstützung - HDRI-Support (16- und 32-Bit) - Verkrümmen (Warp) - Fluchtpunkt-Werkzeug - Linsenkorrektur - Selektives Scharfzeichnen - DNG-Konverter - Bessere Arbeitsspeicherverwaltung auf 64-Bit-Systemen (PowerPC G5) - Veränderte Ebenenhandhabung, erste Version in der mehrere Ebenen gleichzeitig ausgewählt werden können |
| CS3, CS3 Extended (10.0)       | Red Pill                                                      | Mac OS X Windows XP SP2 bis Windows 7 (x86 und x64)                                                 | 16. April 2007     | - Zwei Photoshop-Versionen, die Extended-Version enthält zusätzliche Funktionen für 3D, Videos und Animationen, außerdem erweiterte Werkzeuge zur Bildanalyse - ImageReady wird abgeschafft und die Funktionen werden in Photoshop direkt integriert - Der Extrahieren-Filter wird aus der Standard-Installation herausgenommen und muss als Plug-In installiert werden. - Native Unterstützung für Apple Computer mit Intel Hardware - Verbesserte Windows-Vista-Unterstützung - Überarbeitete grafische Benutzeroberfläche - Smart Filter - Erweiterung der Camera-RAW-Unterstützung - Objektivkorrektur (Linsenverzerrungen, Farbfehler und Vignettierungen) - Abgeänderter Umgang mit Kurven, Fluchtpunkten, Kanalmixer, Helligkeit, Kontrast und dem Druckdialog - Der Schwarzweiß-Funktion wurden Einstellungsmöglichkeiten hinzugefügt - Auto-Farbton-, Auto-Kontrast- und Auto-Farben-Funktionen - Optimierung der Bilddateien für tragbare Geräte - Optimierung der Klon- und Heilungsfunktionen - Optimierte 32-Bit-HDRI-Bearbeitung (Ebenen, Zeichnen, mehr Filter und Einstellungen) - Start der Anwendung wurde stark beschleunigt |
| CS4, CS4 Extended (11.0)       | Stonehenge                                                    | Mac OS X Windows XP SP2 bis Windows 7 (x86 und x64)                                                 | 30. Oktober 2008   | - GPU- und OpenGL-Unterstützung für stufenloses Zoomen und Schwenken - Native Unterstützung für 64-Bit Windows Vista - „Intelligente Skalierung“, ermöglicht inhaltsabhängig zu skalieren, wobei bei Größenänderungen das Bild automatisch maßstabsgetreu neu erstellt wird und somit wichtige Bildbestandteile (wie zum Beispiel Personen) unverändert erhalten bleiben - 3D-Funktionalitäten wurden stark erweitert, so ist es nun möglich, direkt auf 3D-Objekten zu zeichnen (ähnlich ZBrush) oder animierte 3D-Szenen zu erstellen - Neue grafische Benutzeroberfläche - „Tabbed document display“, die verschiedenen geöffneten Dateien werden als Tabs oberhalb angezeigt - Es ist nun möglich, auch bei gezoomter Ansicht über den Bildrand hinauszugehen - Auslagerung bzw. Verlust wichtiger Funktionen: Kontaktabzug, Messen von Farbwerten in Einstellungsebenen, Bildbegrenzung der Zoomfunktion durch Palettenfenster, Fixierung von Speicherorten in Aktionen und anderer - dauerhafte Fehler bei der Speicherung von Photomerge, Kombination von Ebenenmodi mit großen Dateien, der individuellen Festlegung von Arbeitsbereichen und anderen - Verlust wichtiger Filterfunktionen wie „Extrahieren“ (zum Freistellen schwieriger Kanten) |
| CS5, CS5 Extended (12.0, 12.1) | White Rabbit                                                  | Mac OS X ab 10.5.7 (nur Intel-basierte Macs) Windows XP SP3 bis Windows 7 (x86 und x64)             | 12. April 2010     | - Native Unterstützung für 64-Bit Mac OS X - Verbessertes und optimiertes Auswahlwerkzeug - Inhaltssensitives Füllen - Inhaltssensitive Bereichsreparatur - Verbesserte Performance (Einstellung der Cache-Elementgröße) - Verbesserte HDR-Funktionen - Verbessertes Camera RAW 6 (bessere Rendering-Engine, verbesserte Rauschreduzierung, Objektivkorrektur, Effekte) - PuppetWarp (Formgitter) - Verbesserte Maleffekte - Integration von Mini Bridge und CS Live - Verbesserte 3D-Darstellung (Schatten, Lichteffekte, bessere Materialdarstellung) - Kein Ersatz für die zahlreichen in Version CS4 verlorenen Funktionen |
| CS6, CS6 Extended (13.0)       | Superstition                                                  | Mac OS X Version 10.6.8 oder 10.7 (nur Intel-basierte Macs) Windows XP SP3 (x86 und x64) oder höher | 11. Mai 2012       | - OpenCL Unterstützung für schnellere Vorschaufunktion - Inhaltsbasiertes Ausbessern - Mercury Grafik-Engine - Neue und überarbeitete Design-Werkzeuge - Neue Weichzeichnergalerie - Neues Freistellungswerkzeug - Intuitive Erstellung von Videos - Migrieren und Weitergeben von Vorgaben - Adaptive Weitwinkelkorrektur - Speichern im Hintergrund - Automatische Wiederherstellung - Verbesserte Autokorrektur - Plug-in Adobe Photoshop Camera Raw 7 - Hauttonabhängige Auswahl und Maskierung - Innovative erodierbare Zeichenwerkzeuge - Skriptbasierte Muster - Inhaltsbasiertes Verschieben - Unterstützung für weitere Kameras - 10-Bit-Farbtiefe - Unterstützung von 3D-LUTs - Benutzerdefinierte Konturen und gestrichelte Linien - Airbrush-Spitzen |
| CC 2013                        |                                                               | Mac OS X Version 10.6.8 oder 10.7 (nur Intel-basierte Macs) Windows 7 oder höher (x86 und x64)      | Juni 2013          | - Verbesserungen der Neuerungen von CS6 - Cloudfunktionen - Verbesserungen für Webentwickler als Ersatz für das eingestellte Fireworks |
| CC 2014                        | Single Malt Whiskey Cat                                       | Mac OS X Version 10.7 oder höher (nur Intel-basierte Macs) Windows 7 oder höher (x86 und x64)       | Juni 2014          | - Creative Cloud Libraries - Elemente extrahieren - 3D-Bildbearbeitung - Unterstützung für Windows Touch-Geräte - Arbeiten mit Schriften aus Typekit und Suchen nach Schriften - Bewegungseffekte in der Weichzeichnergalerie - Neue Auswahlmöglichkeiten - Weitere Verbesserungen und Fehlerkorrekturen |
| CC 2015                        | Thomas und John Knoll gewidmet (25. Adobe Photoshop Jubiläum) | Mac OS X Version 10.7 oder höher (nur Intel-basierte Macs) Windows 7 oder höher (x86 und x64)       | 15. Juni 2015      | - Verbesserte Unterstützung für HiDPI-/Retina-Displays - Glyphenbedienfeld - Verbesserte Exportmöglichkeiten - Adobe Stock - Gerätevorschau und Companion App zu Preview CC - Zeichenflächen - Weitere Verbesserungen und Fehlerkorrekturen - Camera Raw - Neue Funktionen - Weichzeichnergalerie - Verbesserung der Creative Cloud Libraries |
| CC 2015.1                      | Project Rigel                                                 | Mac OS X Version 10.7 oder höher (nur Intel-basierte Macs) Windows 7 oder höher (x86 und x64)       | 30. November 2015  | - Neue Funktionen in Creative Cloud Libraries - Mehr Optionen bei Zeichenflächen - Anpassbare Werkzeugleiste und Arbeitsbereiche - Effiziente Schriftsuche - Richtige Glyphe – schnell gefunden - Verbesserter Design-Bereich - Moderne Benutzeroberfläche auf Desktops und Touch-Geräten - 3D-Figuren in 2D-Designs - Schnellerer Export mit mehr Kontrolle - Import von skalierbaren Vektorgrafiken |
| CC 2015.5                      | Haiku                                                         | Mac OS X Version 10.7 oder höher (nur Intel-basierte Macs) Windows 7 oder höher (x86 und x64)       | 20. Juni 2016      | - Verbesserte Zusammenarbeit mit Bibliotheken - Passende Schrift finden - Aktualisiertes Bibliotheken-Bedienfeld - Muster mit Capture CC - Verbesserte Zeichenflächen - Präsentation eigener Werke mit Adobe Portfolio - Arbeitsbereich für Auswahl und Maskierung - Inhaltsbasierte Freistellung - Erweiterte Exportoptionen - 3D-Ausgabe im Microsoft 3MF-Format (nur bei Windows 10) |
| CC 2017                        | Big Rig                                                       | | 2. November 2016   | - Vereinfachte Bedienung |
| CC 2018 (19.x)                 | White Lion                                                    | | 19. Oktober 2017   | |
| CC 2019 (20.x)                 | B Winston                                                     | | 15. Oktober 2018   | - Wegfall einiger Voreinstellungsmöglichkeiten des Freistellungswerkzeug – u. a.: Auflösungparameter (px/cm) und "Classic Modus" (Benutzergenerierter Freistellungsrahmen) - Neue Funktionen beim inhaltsbasierten Füllen |
| 2020 (21.x)                    |                                                               | | 4. November 2019   | - Objektauswahlwerkzeug - Neue Optionen bei der Verformung - Überarbeitete Bedienfelder (Verläufe, Farbfelder, Muster, Stile und Formen) - Neue Vorlagen - Ordner und Gruppen können erstellt werden - Verbesserung bzw. Überarbeitungen weiterer Funktionen (Motiv auswählen, inhaltsbasiertes Füllen, Objektivunschärfefilter) |
| 2021 (22.x)                    |                                                               | | 19. Oktober 2020   | - automatische Motivauswahl für Himmel - Neural Filters |
| 2022 (23.x)                    |                                                               | | 26. Oktober 2021   | "Verwacklungen reduzieren" entfällt |
| 2023 (24.x)                    |                                                               | | 18. Oktober 2022   | - verbesserte Masken in Camera RAW - Auswahlverbesserungen - Live Gaußscher Weichzeichnungsfilter - Motiv- und Hintergrundauswahl - Entfernenwerkzeug |
| 2024 (25.x)                    |                                                               | | 13. September 2023 | - generative Füllung - generative Erweiterung - Löschen-Werkzeug |
| 2024 (26.x)                    | MAX release                                                   | | 22. Oktober 2024   | - Ablenkungsentfernung im Entfernen-Tool - Verbesserte Ergebnisse mit Generative Fill und Generative Expand - Hintergrund mit beschreibenden Textaufforderungen generieren - OpenColorIO und 32-Bit-Tool-Unterstützung für HDR-Workflows - Mehrere Variationen eines vorhandenen Bilds erstellen |

## Sprachliche Verwendung und Neologismus des Namens
Die Bezeichnung Photoshop wird mittlerweile nicht nur als Eigenname für die Software, sondern auch metonymisch als Gattungsname für ein digital bearbeitetes Bild verwendet (der Name der Software steht stellvertretend für ihr Produkt). Diese Verwendungsweise wird häufig abwertend eingesetzt, um Bilder zu bezeichnen, die (gegebenenfalls über Gebühr) stark nachbearbeitet wurden.
Das vom Eigennamen Photoshop abgeleitete Wort photoshoppen ist ein Neologismus, der eigentlich ‚mit Photoshop Bilder bearbeiten‘ bedeutet und im weiteren Sinne auch als ‚ein Bild digital aufwendig bearbeiten, verändern‘ (wie beispielsweise Fotomontagen erstellen) verstanden werden kann – unabhängig davon, welches Programm dazu tatsächlich benutzt wird (Deonymisierung). Adobe lehnt die Verwendung des Ausdrucks photoshoppen ab, weil dadurch die Marke Photoshop des Unternehmens rechtlich untergraben werde bzw. ihren Wert verliere.
Die Ausdrücke photoshoppen und Photoshop als Gattungsname sind nicht allgemein eingebürgert, sondern im Fachjargon derjenigen Branchen verbreitet, die die Software professionell einsetzen.

## Sonstiges
Im Februar 2013 hat Adobe den Quelltext von Photoshop 1.0 veröffentlicht. Er wurde auf der Website des Computer History Museum bereitgestellt und besteht aus 128.000 Zeilen in 179 Dateien. Als Programmiersprachen dienten sowohl Pascal als auch Assembler. Der Quelltext darf beliebig eingesehen, jedoch nicht kommerziell genutzt werden.
Seit Anfang 2012 bietet Adobe unter der Bezeichnung Photoshop Touch eine App für iOS und Android an. Trotz der ähnlichen Bezeichnung besitzt sie einen eingeschränkten Funktionsumfang und hat im Kern nichts mit der Desktop-Variante zu tun.